# Агафонов, Сергей Петрович
Сергей Петрович Агафонов (23.02.1918 — 07.03.1993) — конструктор жидкостных ракетных двигателей, ведущий конструктор ОКБ-456 Государственного комитета Совета Министров СССР по оборонной технике, Герой Социалистического Труда.

## Биография
Родился 23 февраля 1918 года в селе Нижнетагильский завод Верхотурского уезда Пермской губернии в семье учителя.
Окончил Ленинградский политехнический институт имени М. И. Калинина (1941). С 1941 года — инженер авиационного завода № 16 (Казань).
С 1942 года — конструктор КБ 4-го спецотдела НКВД СССР при этом заводе (начальник КБ В. П. Глушко), в 1944 году преобразованном в ОКБ-СД. Работал в области проектирования жидкостных реактивных двигателей (ЖРД).
В 1945—1946 годах в командировке в Германии в составе бригады специалистов; вёл отбор немецкой реактивной техники для передачи Советскому Союзу по репарациям.
С 1946 года — начальник конструкторской группы ОКБ-456 (ныне НПО Энергомаш имени академика В. П. Глушко) в городе Химки Московской области, где проработал всю жизнь. Участник создания ЖРД для первых советских боевых баллистических ракет, в том числе ЖРД РД-107 и РД-108 для межконтинентальной баллистической ракеты Р-7. В 1950-х годах — участник создания космических ракет-носителей.
С 1960 года — ведущий конструктор ОКБ-456, отвечал за предварительную проектную разработку новых ракетных двигателей.
За выдающиеся заслуги в создании образцов ракетной техники и обеспечении успешного полёта человека в космическое пространство Указом Президиума Верховного Совета СССР («закрытым») от 17 июня 1961 года присвоено звание Героя Социалистического Труда.
С 1967 года — начальник бригады перспективного проектирования, с 1969 года — начальник отдела, возглавлял разработки ракетного двигателя РД-560 с тягой 10 тонн для полёта на Марс.
С 1972 года возглавлял расчётные и конструкторские работы по созданию фтороводородных непрерывных химических лазеров.
Доктор технических наук (1959). Автор нескольких изобретений.
Умер 7 марта 1993 года.

## Награды и звания
- Медаль «Серп и Молот» (17.06.1961);
- Два ордена Ленина (20.04.1956, 17.06.1961);
- Ленинская премия (1957).